# 스카이캐슬 (납골당)
스카이 캐슬(Sky Castle)은 대한민국의 경기도 광주시 머루숯길에 위치한 봉안당(납골당) 조성된 장사 시설이다. 2005년 7월 18일 설립하였다.

## 안장된 유명인 목록
| 고인 이름              | 직업                       | 사망일                 |
| ---------------------- | -------------------------- | ---------------------- |
| 장진영                 | 배우                       | 2009년 9월 1일(37세)   |
| 채동하 (본명 : 최도식) | 가수 (SG 워너비의 전 멤버) | 2011년 5월 27일(29세)  |
| 정명현                 | 배우                       | 2011년 12월 9일(35세)  |
| 조성민                 | 야구인                     | 2013년 1월 6일(39세)   |
| 함효주                 | 희극인                     | 2013년 6월 8일(29세)   |
| 주찬권                 | 포크 록                    | 2013년 10월 20일(58세) |
|                        |                            |                        |
| 이광종                 | 축구인                     | 2016년 9월 26일(52세)  |
| 김운용                 | 군인, 체육인, 정치인       | 2017년 10월 3일(86세)  |
| 조진호                 | 축구인                     | 2017년 10월 10일(44세) |
|                        |                            |                        |
| 이치훈                 | 모델                       | 2020년 3월 19일(31세)  |
| 최성홍                 | 외교관                     | 2020년 9월 17일(81세)  |

## 교통편
- 분당선 - 야탑역, 서현역